# Claude Tappolet
Claude Tappolet, né à Chêne-Bougeries le 20 juillet 1926 et décédé le 20 juillet 2019 à Genève est un enseignant, historien, musicologue et auteur suisse.

## Biographie
Claude Tappolet est le fils de Martha Huggenberg et Willy Tappolet, reconnu comme le premier biographe du compositeur suisse Arthur Honegger par un ouvrage en langue allemande paru à Atlantis Verlag à Zurich en 1954. Il a d'ailleurs traduit en français le texte écrit par son père qui est paru aux éditions La Baconnière en 1957.

### Études
Inspiré par l'héritage familial en matière de musicologie, il poursuit ses études en histoire à l'Université de Genève où il obtient sa licence. Sa carrière d'enseignant en histoire contemporaine au Collège Voltaire à Genève commence peu après, position qu'il occupe jusqu'en 1991. 

### Vie privée
En 1961, il se marie à Claire Julliard, enseignante d’anglais au Collège Claparède. Le couple a deux enfants, Pascale Tappolet, enseignante en école primaire et Bertrand Tappolet journaliste et chargé de communication. Cette union a soutenu le musicologue dans ses entreprises académiques et littéraires, Claire Tappolet étant la première relectrice et correctrice des ouvrages de son époux.

## Œuvres
Claude Tappolet a publié une trentaine d’ouvrages sur l’histoire de la musique à Genève au 19e et 20e siècle, a travaillé sur des biographies de compositeurs romands notamment  André-François Marescottiet Julien-François Zbinden,ainsi que sur la correspondance du chef d’orchestre suisse Ernest Ansermet, à qui en 1983, pour célébrer le centenaire de sa naissance, il met sur pied l'exposition organisée au Château de Penthes qui lui est consacrée.
Avec une carrière qui s'étend sur plusieurs décennies, ce musicologue a contribué à la documentation et à la préservation de l'histoire musicale, en particulier celle de Genève et des compositeurs romands. L’historien a traversé le paysage culturel suisse à travers ses enseignements, ses recherches et ses nombreuses publications. Son travail sur le compositeur vaudois Julien-François Zbinden mérite une attention particulière.
Après avoir été inspiré par un court-métrage sur le compositeur, le musicologue publie une biographie exhaustive qui couvre toute la carrière de Julien-François Zbinden, enrichie d'un catalogue d'œuvres, d'une discographie et d'un album iconographique. Une seconde édition, mise à jour avec les dernières compositions de Zbinden et un entretien avec le musicologue Jacques Viret, a été publiée en 2010, témoignant de la profondeur de leur relation professionnelle et personnelle.

### Critiques
« Le livre que Claude Tappolet consacre à Julien-François Zbinden à l'occasion de son 75e anniversaire (1992) est un hommage bienvenu. En effet, on connaît l'importance du compositeur pour la vie musicale romande de ces cinquante dernières années. L'auteur, par ailleurs éditeur de la correspondance d'Ansermet et bon connaisseur de la vie musicale genevoise des XIXe et XXe siècles, a voulu offrir un ouvrage qui se veut très complet aux multiples admirateurs du musicien vaudois. D'après l'album photographique richement garni qui se trouve en annexe, on peut déduire qu'auteur et compositeur ont travaillé de concert, le second déballant des archives personnelles apparemment considérables pour les mettre gracieusement à disposition du premier », commente la revue Dissonance.
L'œuvre de Claude Tappolet constitue une ressource pour la compréhension de l'histoire musicale suisse. Ses recherches méticuleuses et ses publications ont non seulement contribué à la connaissance académique mais ont également servi à promouvoir l'intérêt public pour la musique classique suisse. À travers ses enseignements et ses écrits, il a joué un rôle important dans la préservation du patrimoine musical suisse pour les générations futures. Sa contribution à la musicologie et à l'histoire suisse reste un témoignage durable de son engagement envers la musique à Genève et ses acteurs, la culture et la transmission des savoirs.

## Publications
Parmi ses publications, l’on trouve :
- La vie musicale à Genève au dix-neuvième siècle (1814-1918)[10],[11] qui examine le développement de la scène musicale genevoise et ses influences sur la culture locale et internationale. L’ouvrage court des Fêtes de la Restauration de la République à la fondation de l’Orchestre de la Suisse romande. C’est une époque de rayonnement de la musique dans la cité du bout du lac avec la fondation de la Société de Musique, de la Société de Chant sacré et du Conservatoire de Musique, l’inauguration du Grand Théâtre et du Victoria-Hall. Plusieurs personnalités ont participé à la concrétisation de ces réalisations, dont Franz Liszt, premier professeur de piano au Conservatoire.
- La vie musicale à Genève au vingtième siècle. Tome I 1918-1968 qui couvre la période de la première moitié du 20e siècle, de la fondation de l’Orchestre de la Suisse romande (O.S.R.) par Ernest Ansermet à la création de la Fédération des Ecoles genevoises de musique. La visée musicale est alors dessinée par Ernest Ansermet, le directeur du Conservatoire, , inventeur de la méthode de rythmique portant son nom et de Frank Martin, compositeur et professeur.

- Le temps des crises. La vie musicale à Genève au vingtième siècle. Tome II. 1968-2001. L'ouvrage détaille le destin de la musique symphonique à travers l’histoire de l’O.S.R. après Ernest Ansermet jusqu’aux chefs d’orchestre  Armin Jordan et  Fabio Luisi, mais aussi l’évolution de musique chorale, contemporaine, de jazz et de rock, l’ethnomusicologie sans oublier l’enseignement de la musique dans la cité de Calvin.

- Lettres de Compositeurs Genevois à Ernest Ansermet (1908-1966) met en lumière la correspondance entre le célèbre chef d'orchestre et ses contemporains, révélant les coulisses de la musique classique suisse et présente une collection de correspondances entre Ernest Ansermet et divers compositeurs genevois, avec une préface d'André-François Marescotti, soulignant l'importance d'Ansermet dans le monde musical genevois.

- Hugo de Senger, 1835-1892, une étude sur la vie et l'œuvre d'Hugo de Senger, compositeur et chef d'orchestre suisse[12].

- Pierre Bouru. Le Bonheur était dans le jazz. Souvenirs d'un imprésario-musicien sur le jazz à Genève (1950-2000). biographie dans laquelle le musicien de jazz qui a organisé le premier concert de Sidney Bechet en 1949 à Genève se raconte[13],[14]

- Ma passion pour le spectacle. Souvenirs de plus d'un demi-siècle d'activité (1953-2010) est la biographie de Jacques Yfar  impresario qui a dirigé durant 27 ans le Théâtre du Grand Casino à Genève[15]. En un demi-siècle, il a mis sur pied plus de 5300 spectacles tout en étant l’impresario de Fernand Raynaud et  Mireille Mathieu.

- Jean-René Bory, à la rencontre des Suisses dans le monde retrace le parcours des personnalités influentes dans la culture suisse au-delà de la musique.